# Temístocles José Araúz Rojas
Temístocles José Araúz Rojas Fue un médico y escritor ecuatoriano, nacido en la ciudad de Machala provincia de El Oro el 14 de octubre de 1871. Sus padres fueron Temístocles Baltazar Araúz y Ana de los Ángeles Rojas Serrano.
Recibió sus estudios secundarios en el Colegio San Vicente, hoy conocido como Colegio Vicente Rocafuerte en la ciudad de Guayaquil y se graduó como médico en la Universidad de Guayaquil donde además fundó la Asociación de Medicina; posteriormente obtuvo la medalla del mérito como mejor estudiante por gentileza de la Sociedad Filantrópica del Guayas. Desempeñó algunos cargos públicos como: Senador por la provincia de El Oro durante 9 años, Director de sanidad del Litoral y gobernador de la provincia de El Oro; ejerció la medicina en el área de cirugía del Hospital Teófilo Dávila.
Participó en la política como partidario de la revolución liberal en 1896 y en el hecho histórico de La venta de la bandera, durante la presidencia de Luis Cordero Crespo.   Escribió artículos de contenido político para varios periódicos del país, tales como El Telégrafo, Diario de avisos y El tiempo, fundó el boletín de medicina y cirugía para la revista Ciencias y letras y el boletín del Círculo Médico Nacional. Su principal obra literaria fue la composición del Himno a la provincia de El Oro, emblema musical de la identidad orense, cuya música la compuso su hija Odalia Araúz de García.